# Vahsel Bay (Südgeorgien)
Die Vahsel Bay ist eine Bucht im Südosten von Südgeorgien im Südatlantik. Sie liegt zwischen der Wirik Bay und Kap Vahsel.
Das UK Antarctic Place-Names Committee benannte sie 2009 in Anlehnung an die Benennung des benachbarten Kaps. Dessen Namensgeber ist Richard Vahsel (1868–1912), Kapitän des Expeditionsschiffs Deutschland bei der von Wilhelm Filchner geleiteten Zweiten Deutschen Antarktisexpedition (1911–1912), der während der Forschungsreise starb.